# Svantjärnen (Borgviks socken, Värmland)
Svantjärnen är en sjö i Grums kommun och Säffle kommun i Värmland och ingår i Göta älvs huvudavrinningsområde. Sjön har en area på 0,107 kvadratkilometer och ligger 121 meter över havet.

## Delavrinningsområde
Svantjärnen ingår i det delavrinningsområde (657487-133651) som SMHI kallar för Mynnar i Vänern. Medelhöjden är 106 meter över havet och ytan är 28,42 kvadratkilometer. Det finns inga avrinningsområden uppströms utan avrinningsområdet är högsta punkten. Valneviksälven som avvattnar avrinningsområdet har biflödesordning 3, vilket innebär att vattnet flödar genom totalt 3 vattendrag innan det når havet efter 255 kilometer. Avrinningsområdet består mestadels av skog (85 procent). Avrinningsområdet har 0,69 kvadratkilometer vattenytor vilket ger det en sjöprocent på 2,4 procent.